# 代官
代官（日语：／）是指代替君主或领主管理特定地区事务的人，或指其职务。在日本，代官是武家政权中的一种官职。